# Patní kost

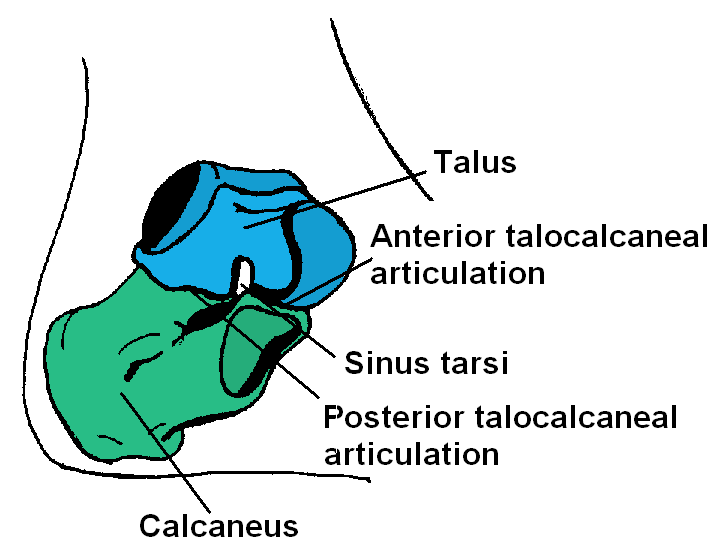
Patní kost zeleně, hlezenní kost modře

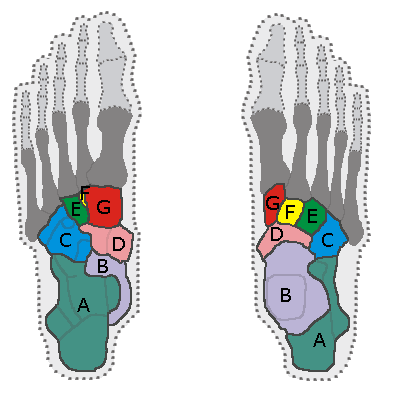
Patní kost (A, zeleně) v kontextu zánártí (B – hlezenní kost, C – krychlová kost), vlevo zespodu, vpravo seshora.

Patní kost (latinsky calcaneus, případně os calcis nebo os calcaneum) je kost lidské kostry, která tvaruje patu lidské nohy. V horní části přiléhá ke hlezenní kosti, součásti hlezennímu kloubu, a v přední části ke krychlové kosti. V zadní části je na ni připojena Achillova šlacha.

## Zlomeniny patní kosti
Zlomeniny patní kosti se léčí nejčastěji chirurgicky pomocí zevní fixace nebo vnitřní fixace. Diagnóza zlomeniny je hlavně radiologická.